# Al-Fatiha
A Sura Al-Fatiha, "A Abertura" (em árabe: الفاتحة), é o primeiro capítulo do livro sagrado dos  muçulmanos, o Alcorão. Seus sete versos são uma oração por orientação divina e um louvor ao senhorio e à misericórdia de Deus. Este capítulo tem um papel especial nas tradicionais orações diárias, por ser recitado no início de cada unidade de oração, ou rak'ah.

## Texto Árabe
1. بِسْمِ اللَّهِ الرَّحْمَنِ الرَّحِيمِ‎ 

(Bismillāhi r-raḥmāni r-raḥīm)
2. الْحَمْدُ لِلَّهِ رَبِّ الْعَالَمِينَ‎ 

(Al ḥamdu lillāhi rabbi l-’ālamīn)
3. الرَّحْمَنِ الرَّحِيمِ‎ 

(Ar raḥmāni r-raḥīm)
4. مَالِكِ يَوْمِ الدِّينِ‎ 

(Māliki yawmi d-dīn)
5. إِيَّاكَ نَعْبُدُ وَإِيَّاكَ نَسْتَعِينُ‎ 

(Iyyāka na’budu wa iyyāka nasta’īn)
6. اهْدِنَا الصِّرَاطَ الْمُسْتَقِيمَ‎ 

(Ihdinā ṣ-ṣirāṭ al-mustaqīm)
7. صِرَاطَ الَّذِينَ أَنْعَمْتَ عَلَيْهِمْ غَيْرِ الْمَغْضُوبِ عَلَيْهِمْ وَلَا الضَّالِّينَ‎ 

(Ṣirāṭ al lazi na an’amta ‘alayhim, ġayril maġḍūbi ‘alayhim walāḍ ḍāllīn)

## Tradução
1. Em nome de Deus, o Clemente, o Misericordioso. 

2. Louvado seja Deus, Senhor do Universo, 

3. Clemente, o Misericordioso, 

4. Soberano do Dia do Juízo. 

5. Só a Ti adoramos e só de Ti imploramos ajuda! 

6. Guia-nos à senda reta, 

7. À senda dos que agraciaste, não à dos abominados, nem
à dos extraviados.